# Pneumonoultramicroscopicsilicovolcanoconiosis
Pneumonoultramicroscopicsilicovolcanoconiosis er det længste ord på engelsk, der er optaget i Oxford English Dictionary. 
Ordet består af 45 bogstaver, og er en betegnelse for en lungesygdom. er et ord på 45 bogstaver opfundet i 1935 af den daværende præsident for National Puzzlers' League, Everett M. Smith. Det er nogle gange blevet brugt som et synonym for den erhvervssygdom, der er kendt som silikose, men det burde ikke være det, da de fleste silikose ikke er relateret til minedrift af vulkansk støv. Det er det længste ord på engelsk udgivet i en populær ordbog, Oxford Dictionaries, som definerer det som "et kunstigt langt ord, der siges at betyde en lungesygdom forårsaget af indånding af meget fin aske og sandstøv".[3] Klinisk og toksikologisk forskning udført på vulkansk krystallinsk silica har fundet lidt eller ingen bevis for dets evne til at forårsage silicose/pneumokoniose-lignende sygdomme, og geokemiske analyser har vist, at der er iboende faktorer i den krystallinske struktur, som kan gøre vulkansk krystallinsk silica meget mindre patogen end nogle andre former for krystallinsk silica.[4][5] Silikose er en form for erhvervsbetinget lungesygdom forårsaget af indånding af krystallinsk silicastøv, og er præget af betændelse og ardannelse i form af knuder i lungernes øvre lapper. Det er en type pneumokoniose og er kendt i Storbritannien og det østlige USA som den "sorte lunge".